# Нюрнбергская международная премия в области прав человека
Нюрнбергская международная премия в области прав человека (нем. Internationaler Nürnberger Menschenrechtspreis) — немецкая премия, вручаемая раз в два года с 17 сентября 1995 года. Датой первого вручения было выбрано 60-тилетие со дня принятия Нюрнбергских расовых законов. Кроме того, 17 сентября 1939 года в Польшу вторгся Советский Союз. Кроме того, награда была учреждена через 50 лет после окончания Второй мировой войны.

## Происхождение и намерения
Премия в размере 25 000 евро вручается каждые два года отдельным лицам или группам, которые образцовым образом посвятили себя защите прав человека, иногда подвергая себя значительному риску. В первые годы сумма составляла 15 000 евро, но затем была увеличена. Церемония награждения обычно проходит в Нюрнбергском оперном театре, после чего проводится Нюрнбергский стол мира, гражданский фестиваль под открытым небом в честь лауреатов премии «Путь прав человека».

## Призёры
По состоянию на 2023 год премия была присуждена 6 женщинам и 11 мужчинам из 17 разных стран. В 1997 и 2003 годах награждены два человека.
| Год  | Имя                    | Страна     | Награда за                                                                                                 |
| ---- | ---------------------- | ---------- | --- |
| 1995 | Сергей Ковалев         | Россия     | самоотверженную борьбу против войны в Чечне                                                                |
| 1997 | Хемаис Чаммари         | Тунис      | мирную деятельность на Ближнем Востоке                                                                     |
| 1997 | Эйби Натан             | Израиль    | мирную деятельность на Ближнем Востоке                                                                     |
| 1999 | Фатимата М'Байе        | Мавритания | борьбу с дискриминацией чернокожих африканских этнических групп                                            |
| 2001 | Самуэль Руис Гарсия    | Мексика    | борьбу за права коренных народов                                                                           |
| 2003 | Тиста Сеталвад         | Индия      | самоотверженную борьбу с предрассудками, ненавистью и насилием                                             |
| 2003 | Ибн Абдур Рехман       | Пакистан   | самоотверженную борьбу с предрассудками, ненавистью и насилием                                             |
| 2005 | Тамара Чикунова        | Узбекистан | деятельность против смертной казни и пыток                                                                 |
| 2007 | Эжени Мусаидир         | Руанда     | работу по примирению между двумя враждебными племенами, хуту и тутси, в Руанде                             |
| 2009 | Абдолфаттах Солтани    | Иран       | борьбу за права человека в его родной стране                                                               |
| 2011 | Холлман Моррис         | Колумбия   | приверженность соблюдению прав человека в Колумбии                                                         |
| 2013 | Каша Жаклин Набагесера | Уганда     | отважную борьбу с гомофобией и за сексуальное самоопределение в Уганде                                     |
| 2015 | Амирул Хак Амин        | Бангладеш  | борьбу за права рабочих в текстильной и швейной промышленности                                             |
| 2017 | Цезарь                 | Сирия      | отвагу в привлечении внимания мировой общественности к систематическим пыткам и массовым убийствам в Сирии |
| 2019 | Родриго Мундака        | Чили       | отвагу в борьбе за фундаментальное право на воду                                                           |
| 2021 | Сайрагуль Сауытбай     | Китай      | отвагу сообщать о преступлениях против мусульманских меньшинств в Синьцзяне                                |
| 2023 | Малькольм Бидали       | Кения      | бесстрашные выступления против жестокого обращения и эксплуатации трудящихся-мигрантов в Катаре            |

## Жюри
Международное жюри, возглавляемое лорд-мэром Нюрнберга, каждые два года выбирает победителя. Члены жюри избираются сроком на четыре года. Текущие участники:
| Имя                  | Страна           | Функция |
| -------------------- | ---------------- | --- |
| Глэдис Акоста Варгас | Перу             | Эксперт по Конвенции о ликвидации всех форм дискриминации в отношении женщин (CEDAW)                                                                                           |
| Джин Ан              | Республика Корея | Профессор юридического факультета Чоннамского национального университета |
| Ирис Бербен          | Германия         | Актриса; посол «Комнаты имён» в Мемориале жертвам Холокоста |
| Анн Брассёр          | Люксембург       | Президент Парламентской ассамблеи Совета Европы |
| Хилал Элвер          | Турция           | Адвокат; бывший специальный докладчик ООН по праву на еду |
| Ноа Караван-Коэн     | Израиль          | Реализация культурных проектов, международных конференций и проектов документального кино давняя помощница своего отца Дани Каравана, создателя фестиваля Way of Human Rights. |
| Мортен Кьерум        | Дания            | Председатель Европейского совета по делам беженцев и изгнанников (ECRE) |
| Кагвирия Мбогори     | Кения            | Адвокат; Председатель Национальной комиссии Кении по правам человека (KNCHR)                                                                                                   |
| Маркус Кениг         | Германия         | Лорд-мэр города Нюрнберга |

Высокий авторитет этого жюри и поддержка, оказанная Организацией Объединённых Наций, ЮНЕСКО и известными неправительственными организациями, способствовали тому, что награда завоевала значительную международную репутацию, а её намерение защитить правозащитников воплотилось в жизнь.